# Wolej

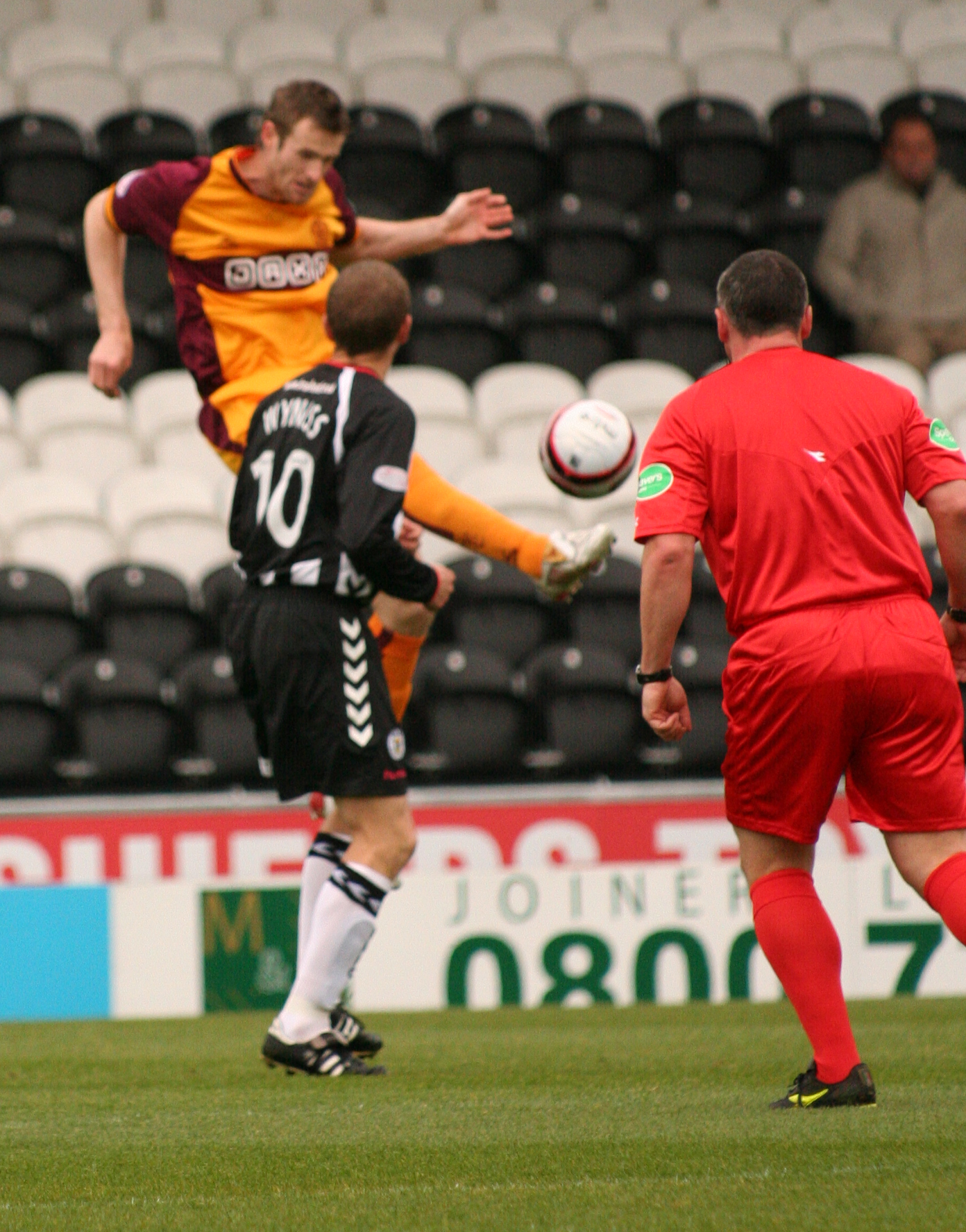
Kopnięcie piłki z woleja w wykonaniu Briana McLeana

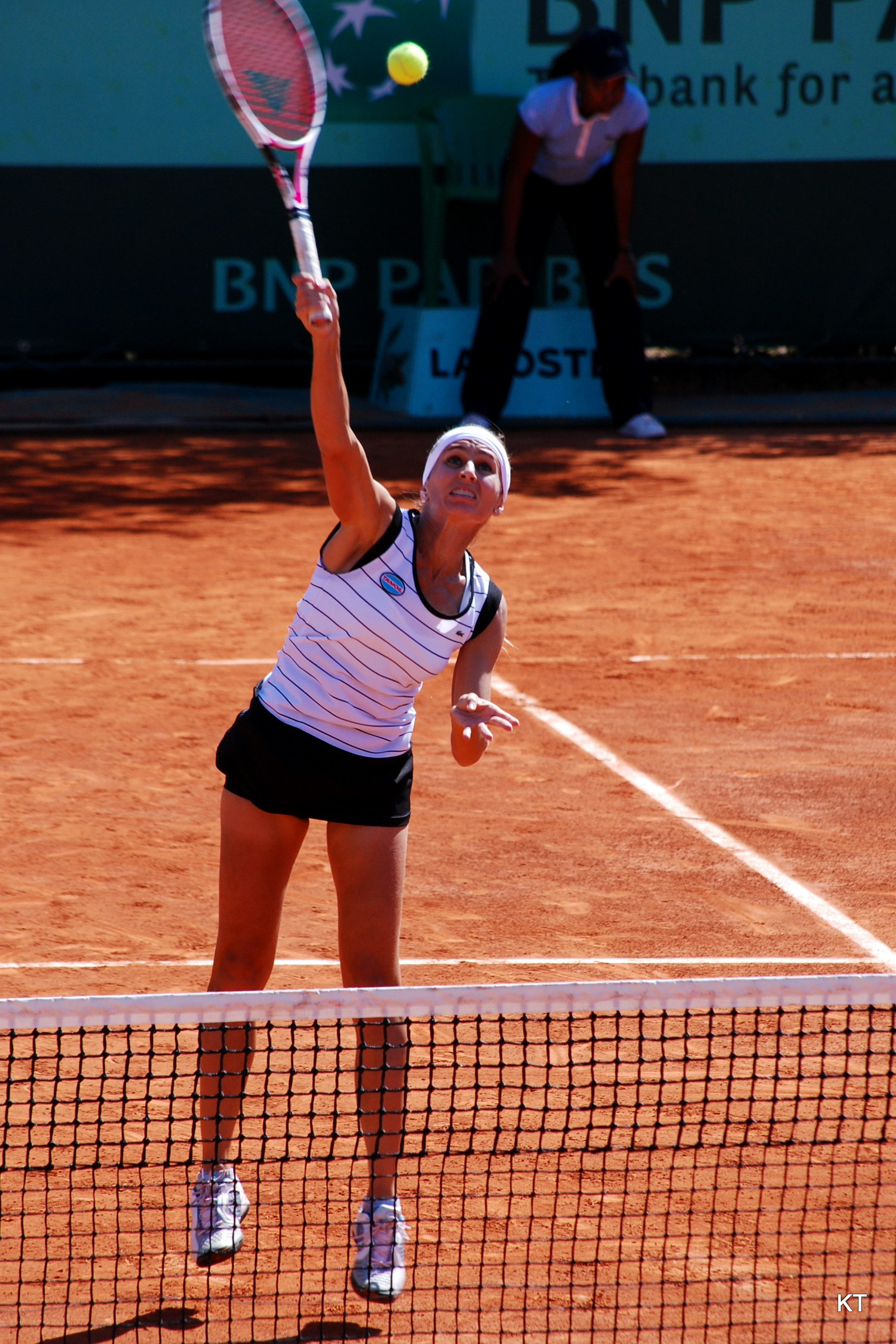
Gisela Dulko smeczuje w woleja

Wolej (ang. volley) – w sporcie – wybicie lub uderzenie piłki w powietrzu, zanim zetknie się ona z ziemią.
Termin ten stosowany jest m.in. w tenisie i piłce nożnej.

## Tenis
Za prekursora wolejowania w tenisie uznawany jest pierwszy zwycięzca Wimbledonu, Spencer Gore. Branie piłki z powietrza umożliwiło przyspieszenie gry. Wolej stosuje się najczęściej przy grze przy siatce, choć zawodnicy stosują go też ze środka kortu, aby przyspieszyć akcję lub zaskoczyć zawodnika.